# بوریس یوفان
بوریس یوفان (روسی: Борис Михайлович Иофан؛ IPA: [ɪɐˈfan]; ۲۸ آوریل ۱۸۹۱ – ۱۱ مارس ۱۹۷۶) معمار اهل امپراتوری روسیه بود. وی همچنین برندهٔ جوایزی همچون نشان پرچم سرخ کار و نشان لنین شده‌است.